# 况平
况平（1955年—），汉族，中华人民共和国政治人物、第十一届全国政协委员。
加入中国致公党，担任致公党重庆市委副主委、重庆市园林局副局长。2008年，当选第十一届全国政协委员，代表中国致公党，分入第十一组。